# Тулякова-Хикмет, Вера Владимировна
Ве́ра Влади́мировна Туляко́ва-Хикме́т (19 мая 1932 — 19 марта 2001) — советская и российская журналистка, драматург, педагог, член Союза кинематографистов, кандидат искусствоведения.

## Биография и творчество
Родилась 19 мая 1932 года. В 1950 году поступила на сценарный факультет Всесоюзного государственного института кинематографии (ВГИК), который окончила в 1955 году.
В 1955—1959 годах — редактор киностудии «Союзмультфильм».
В 1960—1964 годах — корреспондент Агентства печати «Новости» (АПН).
Совместно с мужем, турецким поэтом и драматургом Назымом Хикметом, написала пьесы «Два упрямца» (1959) и «Слепой падишах» (1963).
В 1964—1966 годах — редактор редакции кино издательства «Искусство».
В 1966—1999 годах — аспирантка, преподаватель, доцент ВГИКа. Вела сценарные мастерские вместе с Николаем Фигуровским, Евгением Григорьевым, Одельшей Агишевым. Среди её учеников Александр Бородянский, Алексей Саморядов, Пётр Луцик, Андрей Дмитриев, Илья Рубинштейн, Валентин Донсков, Александр Гоноровский и другие.
Защитила диссертацию, посвящённую драматургии многосерийного фильма. Преподавала сценарное мастерство и читала курс «Основы телевизионной драматургии».
По её сценариям поставлен ряд документальных телевизионных фильмов и отдельных передач из цикла «От всей души», «Наша биография» и др. Вела на Центральном телевидении передачу «Незабываемые киноленты».
В 1998 году создала одну из первых частных киношкол в стране — Независимую школу кино и ТВ, где преподавали А. Бородянский, В. Хотиненко, В. Фенченко, А. Гуревич, М. Ганапольский, С. Женовач и другие мастера кино и ТВ. Руководила Школой до последних дней жизни.
После смерти Назыма Хикмета написала воспоминания «Последний разговор с Назымом», которые трижды издавались в Турции, а в 2007 году вышли в России.
Похоронена на Новодевичьем кладбище рядом с Назымом Хикметом.

## Память
В 2008 году в серии «Больше чем любовь» вышел документальный фильм «Вера Тулякова и Назым Хикмет» по книге «Последний разговор с Назымом».